# 寶翠園

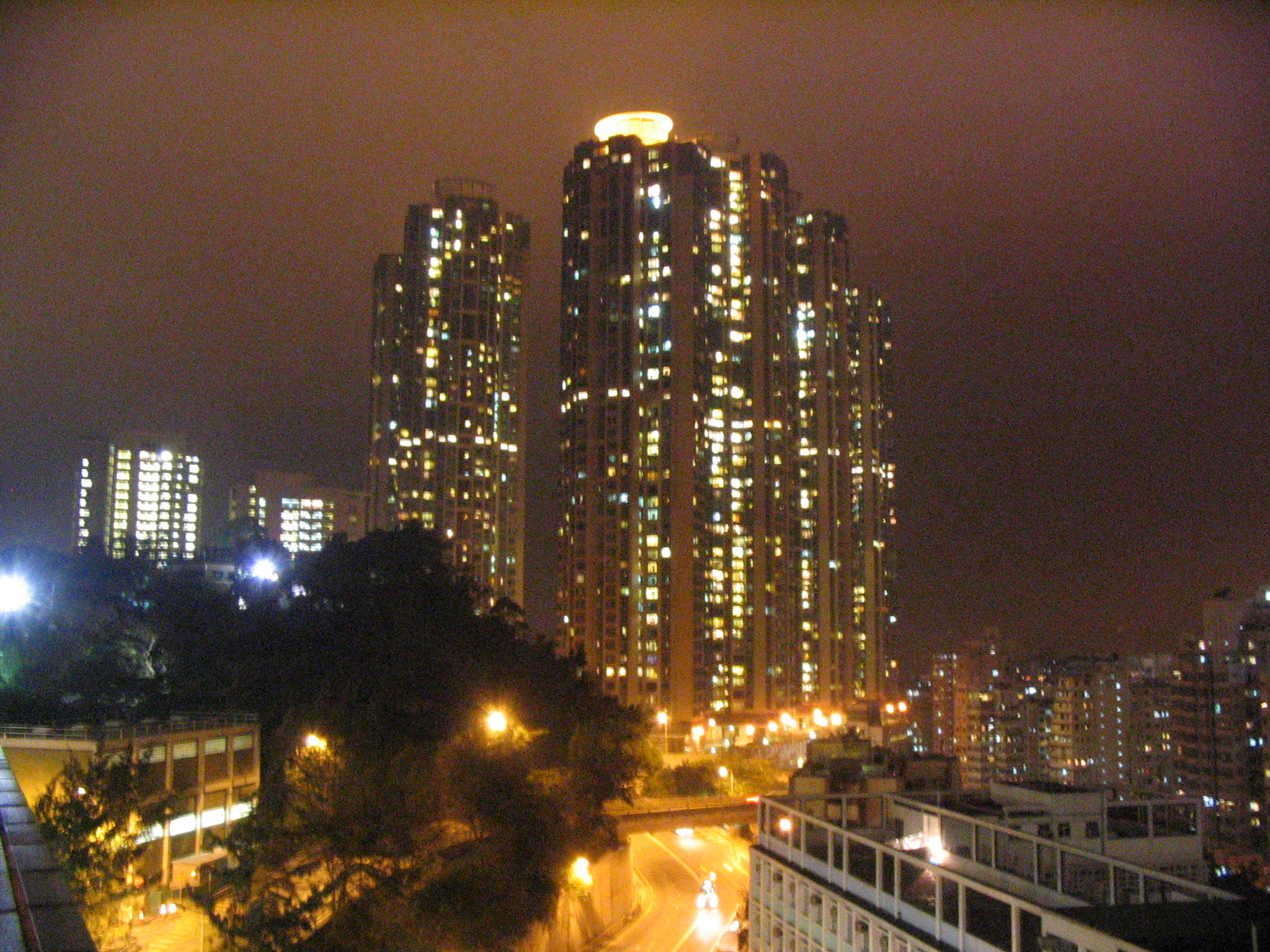
在夜間從香港大學黃克競樓平台眺望寶翠園

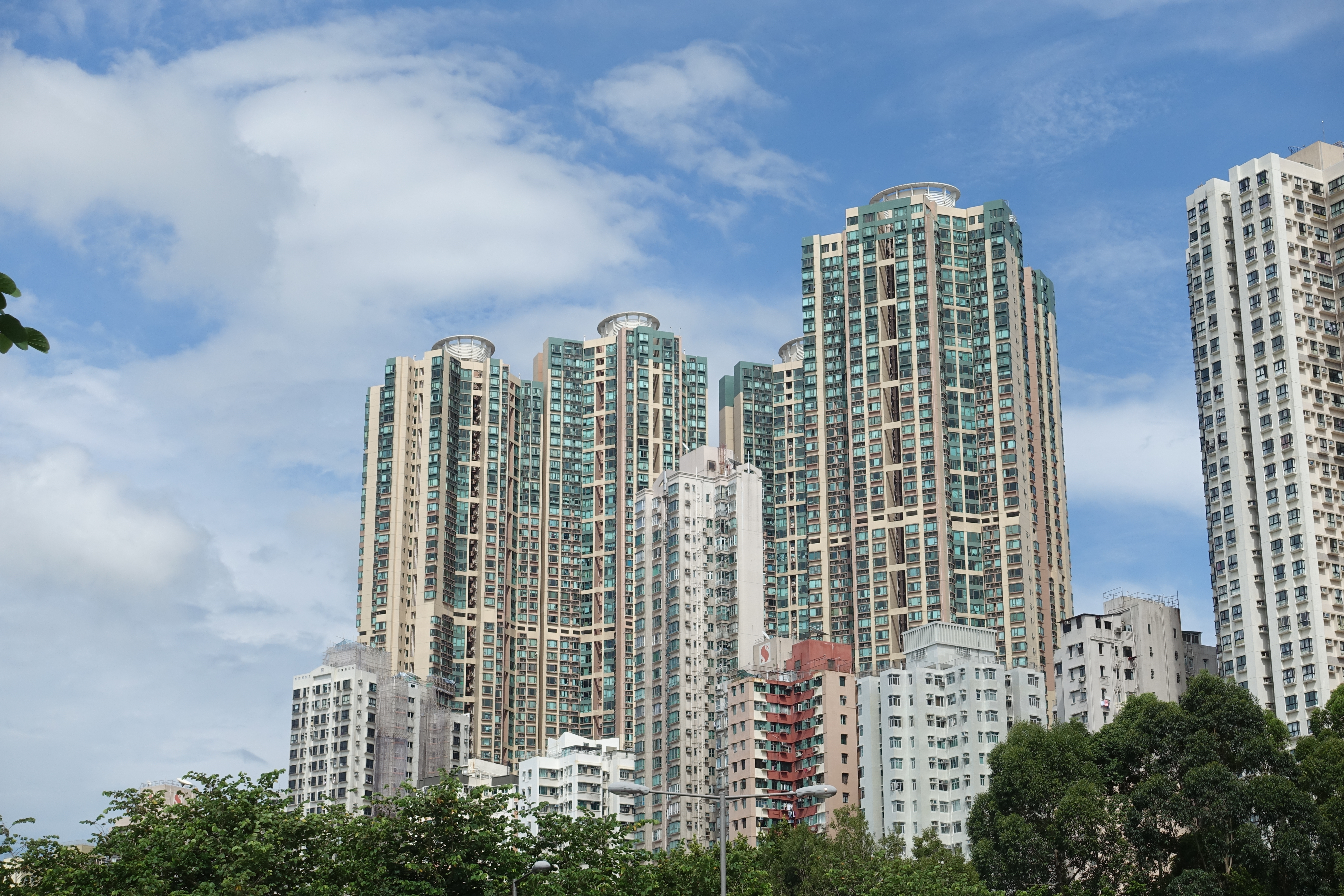
從城西道海旁眺望寶翠園

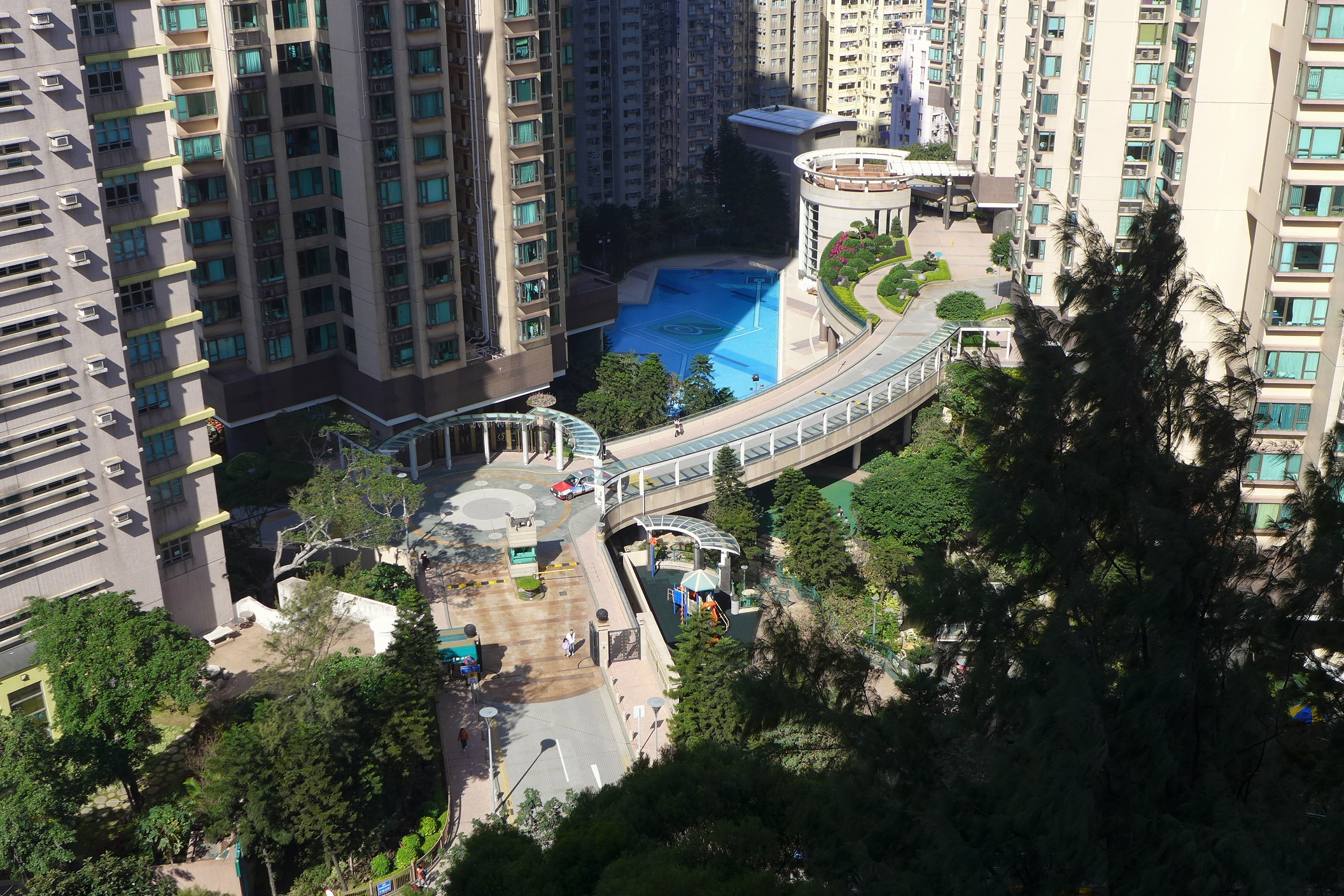
寶翠園園林平台

寶翠園（英語：The Belcher's）是位於香港香港島中西區薄扶林薄扶林道89號的一個大型屋苑，由新鴻基地產、信德集團、廖創興企業及新世界發展合作發展，於2000年12月入伙。
寶翠園鄰近龍虎山香港大學。它的下層和中層分別連接近海邊的卑路乍街和龍虎山山腰的薄扶林道。屋苑共有2期，6座，提供2,213個單位。
寶翠園為中原城市領先指數成份屋苑之一。

## 命名及歷史
寶翠園的英文名和附近的卑路乍街和卑路乍灣等一樣，都是取名自英國海軍愛德華·卑路乍軍官。由於屋苑高於北面大部分建築物，因此其景觀較開揚，能看到維多利亞港景色。
1952年，香港政府華員會為協助會員向政府申請撥地興建政府公務員住宅，特別成立了香港政府公務員建屋合作社，以處理一切有關建屋事宜，並以寶翠園原址作為首個以合作社的建屋計劃作為試點。當時的選址位處香港島石塘咀西半山，環境清幽，交通便利，故被選定為高級公務員居所的所在地，在發展合作社時，在地盤裏發掘出一尊巨型大砲，印證了上址曾是卑路乍砲台的說法，最後該尊大砲經當時的合作社委員亦決定豎立在園內，留為紀念。
1956年12月，位於港島薄扶林道的政府高級公務員宿舍竣工，當時更邀請了香港總督葛亮洪爵士親臨主持落成典禮。

### 重建計劃
由於合作社位處香港島西半山之上，故吸引了多個地產發展商提出收購發展計劃。經過多番磋商於1989年8月與信德集團達成協議，信德並邀請新鴻基地產、廖創興企業及新世界發展共同發展，據悉每戶合作社可得到一筆搬遷費及獲得兩伙新建成的單位（而同屬於重建範圍的香港大學羅富國科學大樓，港大僅獲現金賠償，不會分得單位）。重建後的寶翠園分為一、二期，並分別於2000年12月及2001年12月入伙。

## 住客會所設施
寶翠園有住客會所，設施包括 25米室內恆溫泳池、50米戶外泳池、水力按摩池、健身中心、多元智能兒童王國、兒童遊樂場、有蓋及戶外網球場、桑拿浴室、蒸氣浴室、長者活動/太極室、壁球場、室內外用途運動場、休憩雅座、芭蕾舞室、玩具圖書館、研習室、桌球室、乒乓球室、健康舞/舞蹈室及園藝花園。

## 「西寶城」商場
寶翠園的樓下數層是商場，名為西寶城，由信德集團管理。位於石塘咀卑路乍街8號
商場遊人大多是本區住客及香港大學的教職員及師生，還有瑪麗醫院乘車來午膳的醫護人員。西寶城商場內有海港酒家、Panash Bakery & Cafe、麥當勞、三聯書店、惠康鮮級市場 Wellcome Fresh、通利琴行、759阿信屋、萬寧、薩莉亞及匯豐銀行等。其中惠康超級市場面積為港島區最大。
2019年，商場進行翻新工程，於2020年12月至2021年1月完工。
2020年5月13日，有網民發起在商場舉行「賀林鄭生日，各區和你Sing」活動，「祝賀」特首林鄭月娥生日。數名參與者舉起標語旗幟和高叫反修例運動口號。
2021年10月15日，3樓佔地達5萬平方呎的惠康超級廣場翻新後，以全新概念超市「惠康鮮級市場 Wellcome Fresh」品牌開幕，特設二十三個特色主題專區，呈獻超過15000千款來自本地的全新產品及新鮮食材。到2022年9月底，商場1樓開設由now TV旗下的大型親子室內遊樂場Sooper Yoo，佔地超過10,000平方呎，內設8大遊戲區，結合互動技術、體能訓練。

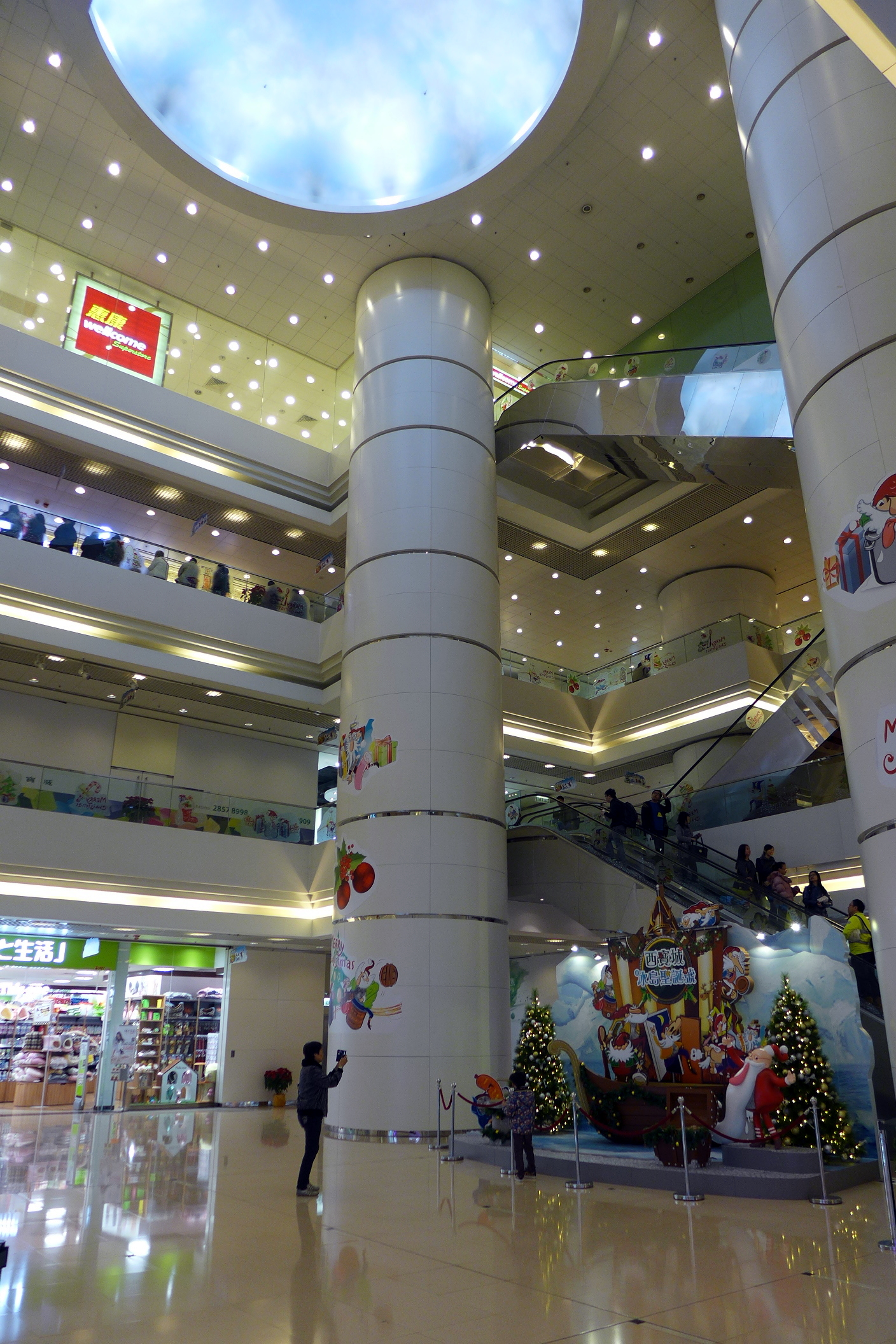
西寶城中庭北面（2014年）
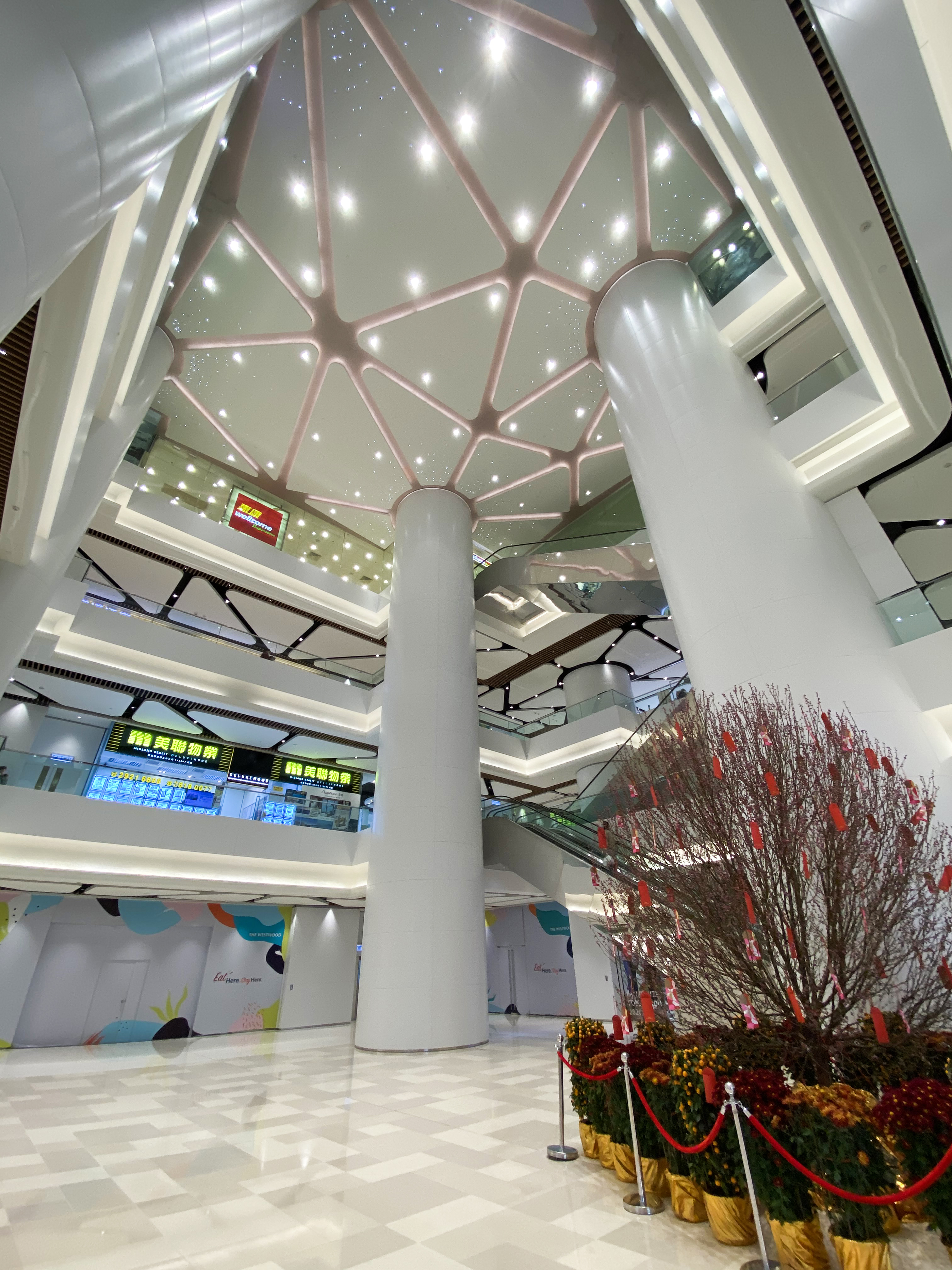
2020年翻新後的西寶城中庭
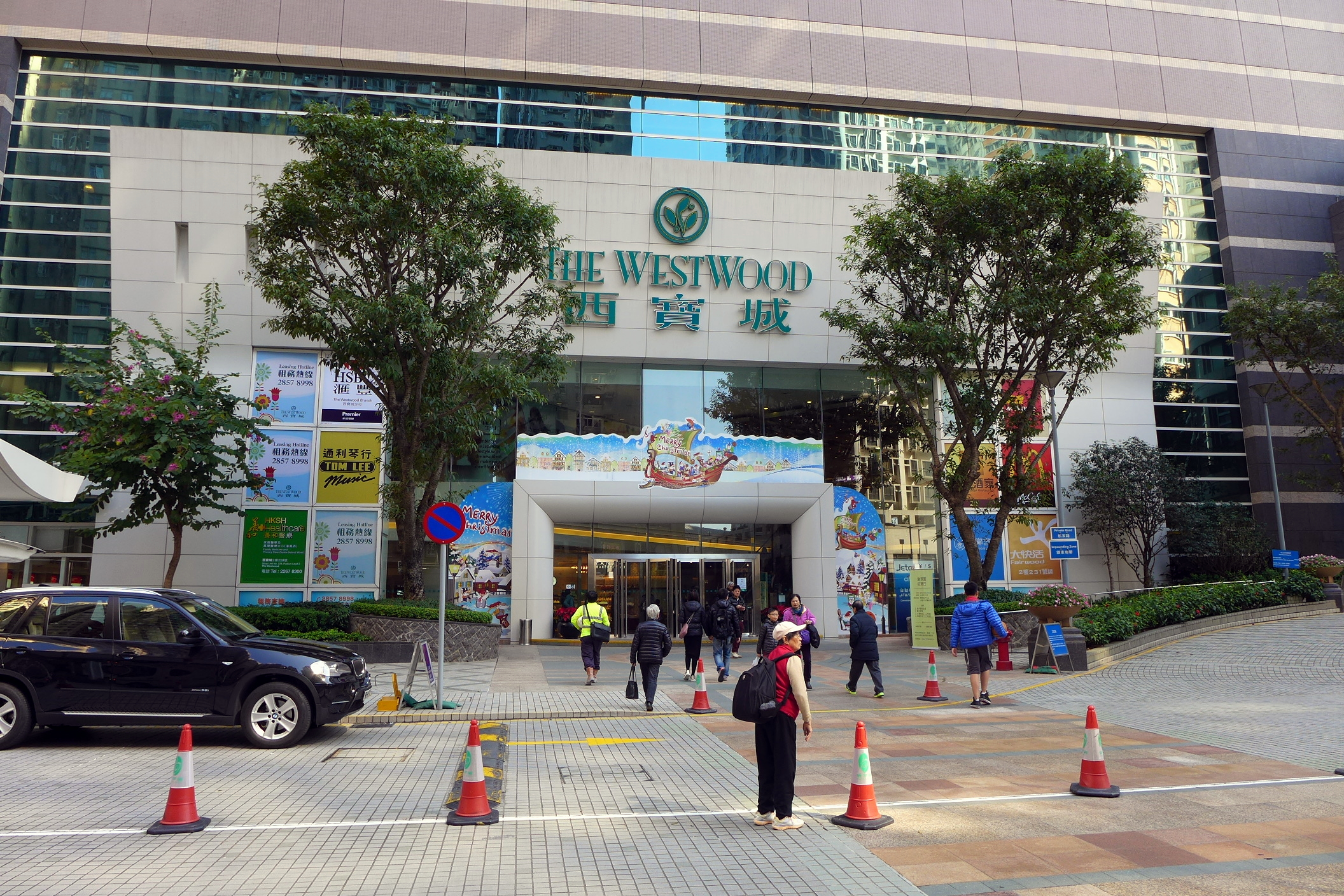
西寶城入口
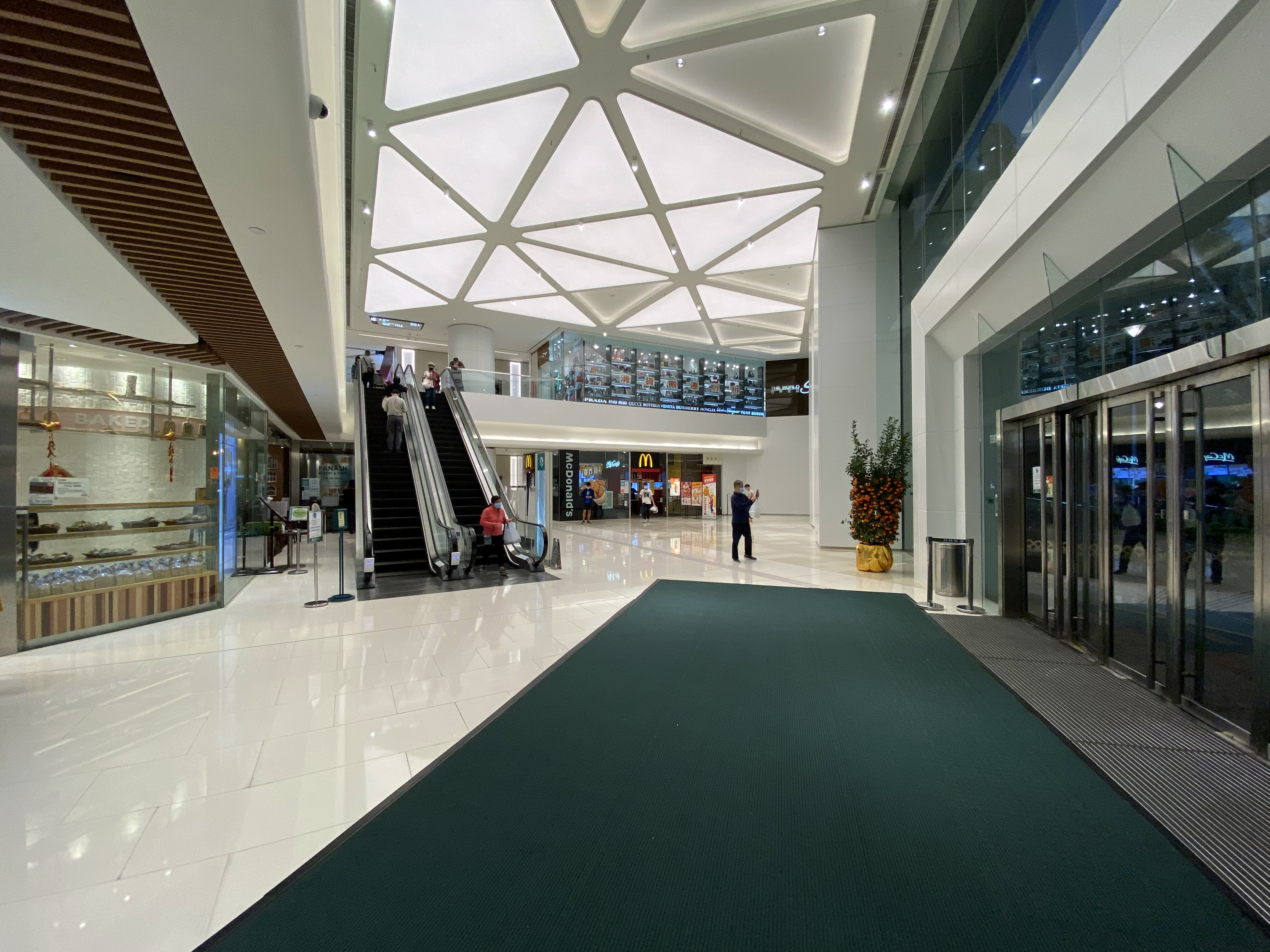
翻新後的西寶城入口

## 車站名稱爭議
2000年香港政府發表《鐵路發展策略2000》重新發展西港島綫，但位於山道以南附近地底的車站是現時西港島綫的三個車站中唯一未有一個共識命名的車站。在1967年至1980年代的方案中，這個車站是以石塘咀的一條較為著名的街道屈地街而命名為屈地站，這亦是香港電車的其中一個總站。而到了1990年代，這個車站因附近的大型私人屋苑寶翠園而改名作寶翠站。後來在香港大學的要求下，地鐵當局於2003年再將該站改名至大學站（與當時九廣鐵路大學站重名），2014年港鐵落實該站名稱為香港大學站，即現稱。

## 外部連結
- 寶翠園網站 （页面存档备份，存于）
- 寶翠園介紹
- 寶翠園衛星圖 （页面存档备份，存于）
- 寶翠園西寶城簡介